# マイク・トムリン
マイケル・ペッタウェイ・トムリン（Mike Tomlin、1972年3月15日 - ）はナショナル・フットボール・リーグに所属するピッツバーグ・スティーラーズのプロアメリカンフットボールのヘッドコーチ。2007年にスティーラーズを指揮して以降、チームを11回のプレーオフ、7回の地区王者、3回のAFCチャンピオンズゲーム、2回のスーパーボウルへの進出、そして2008年のスーパーボウル制覇へチームを導いた。36歳でのヘッドコーチとしてのスーパーボウル制覇は当時としては最年少記録である（後にショーン・マクベイが2021年に更新）。

## 若い頃
トムリンはバージニア州ハンプトンに次男として生まれた。兄のエディは3歳半年上である。父のエド・トムリンは1960年代にハンプトン大学でフットボールをプレー、ボルティモア・コルツにドラフトされ、その後はカナディアン・フットボール・リーグのモントリオール・アルエッツでプレーした。父はフロリダにて2012年1月に心臓麻痺によって63歳で逝去した。しかしトムリン自身は実父についてはあまり覚えておらず、トムリンが6歳の頃に実母ジュリアと結婚した養父レズリーによって育てられた。
トムリンは1990年にヴァージニア州デンバイ高校を、1995年にウィリアム・アンド・メアリー大学社会学部を卒業した。大学在学中はカッパアルファサイ（フラタニティ）に所属し、またワイドレシーバーとしてヤンキーカンファレンスの優秀選手表彰をされている。

## コーチとして

### 大学フットボール
トムリンのコーチとしてのキャリアは1995年にヴァージニア軍事大学にてワイドレシーバーコーチより始まった。その後はメンフィス大学やテネシー大学、アーカンソー大学、シンシナティ大学で主にWRやDBのコーチとして勤務した。

### NFL

#### ポジションコーチ
トムリンはDBコーチとしてタンパベイ・バッカニアーズに2001年に採用され、Tampa 2といったディフェンス様式を学んだ。
バッカニアーズでは次のヘッドコーチの下でもディフェンシブコーチとして働き、バッカニアーズはNFL内で最も守備の強い（試合毎の与ヤード数がリーグ内にて最小）チームとなった。ディフェンス陣は2005年までの間で6位未満の順位になったことがない。バッカニアーズが2003年のスーパーボウル制覇をしたときもスーパーボウルでの新記録となる5つのインターセプト（うち3つはTDに成功）を達成した。

#### 守備コーディネーター
トムリンはその後ミネソタ・バイキングスにて2006年より守備コーディネーターを担当した。
バイキングスの選手のうちの二人はトムリンよりも年上で、ダレン・シャーパーはトムリンの大学時代のチームメイトでもあった。結果的にバイキングスの守備は全体8位の成績を収めた。しかしランディフェンスは1位であったのに対し、パスディフェンスはリーグ最下位となった。

#### ヘッドコーチ

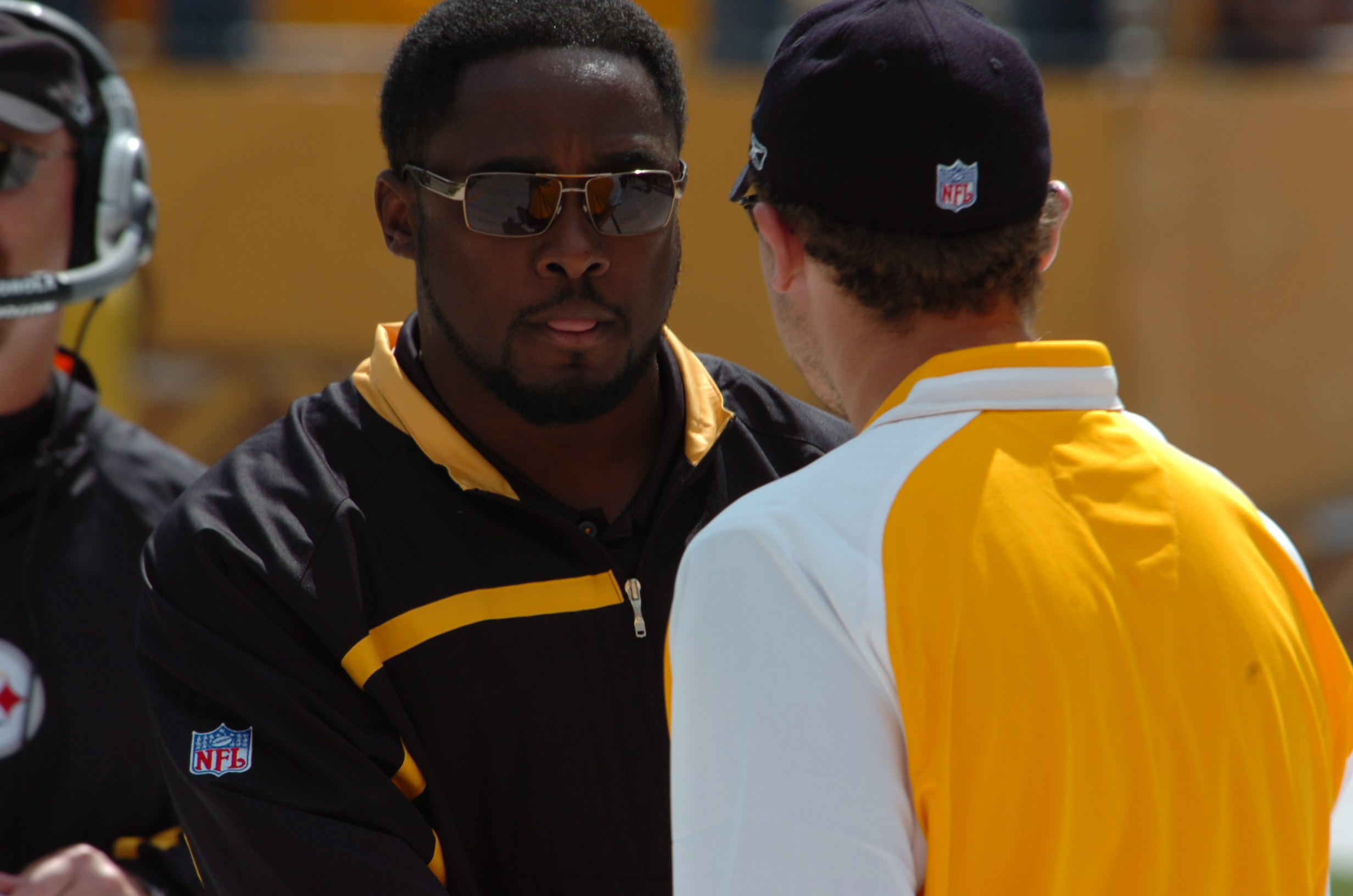
2007年のホーム初戦のビルズ戦を指揮するトムリン

2006年シーズンを終え、トムリンは空席となっていた2005年のスーパーボウル覇者のヘッドコーチのポジションを巡ってピッツバーグ・スティーラーズと面談をした。わずか1年の守備コーディネーターとしての経験しかなかったが、2007年1月27日にビル・カウワーの後任に就任した。
トムリンは歴代で10人目のアフリカ系アメリカ人のNFLのコーチとなった。
彼の契約内容については公開はされていないものの、ピッツバーグの地方紙 (The Pittsburgh Post-Gazette) によれば4年1000万ドルと追加1年のオプションの契約だったとされる。

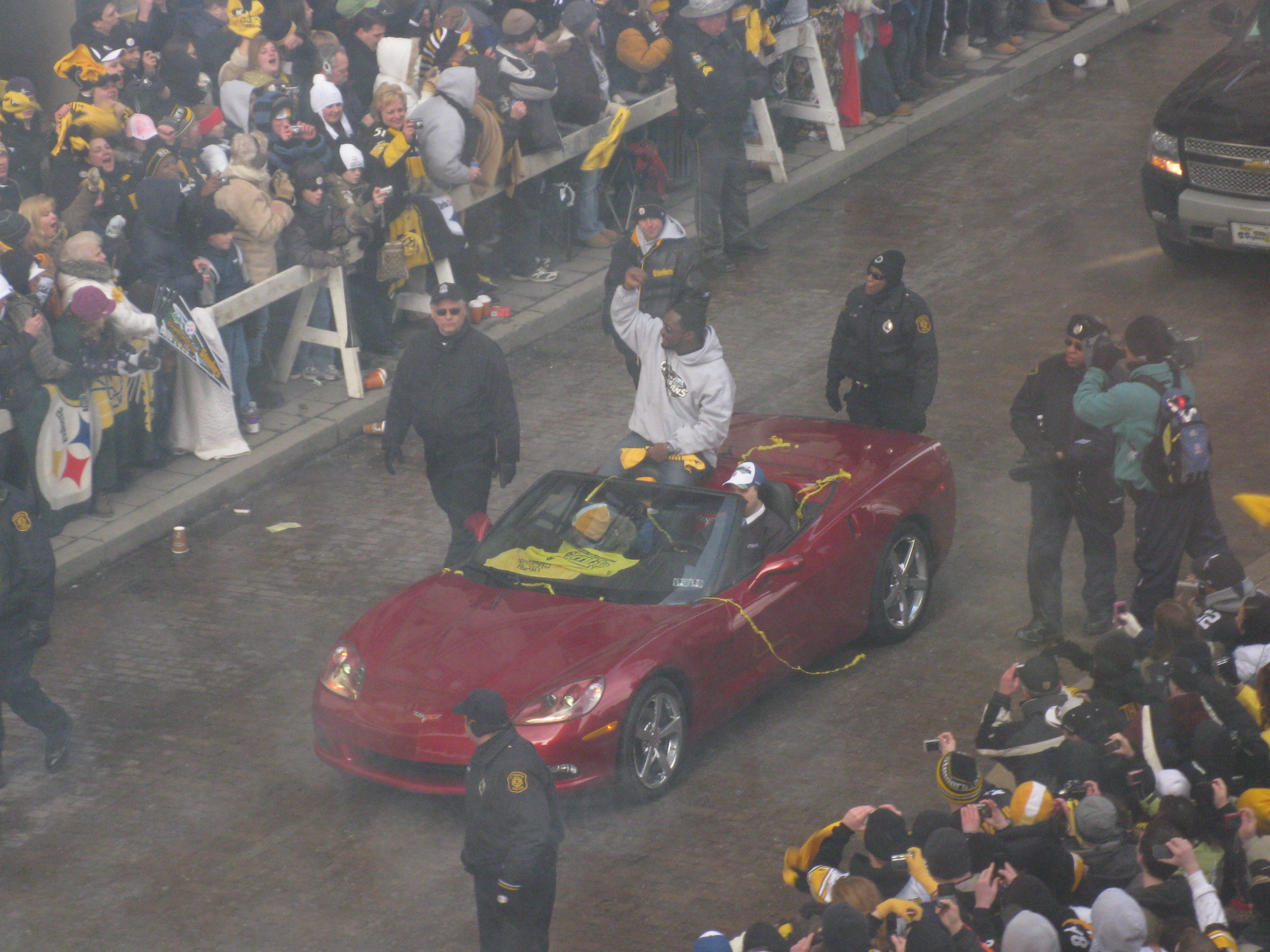
スーパーボウルXLIIIでの勝利パレードでのトムリン

彼の指揮下では初年度以降18シーズン連続で勝率5割以上で、NFL最長である。また初年度からでなくともトム・ランドリー（21季連続）とビル・ベリチック（19季連続）に次ぐ3番目の記録である。2023年をもってベリチックがペイトリオッツを退団したため、現役のヘッドコーチとしては最も長く連続でシーズンを勝ち越しているヘッドコーチである。

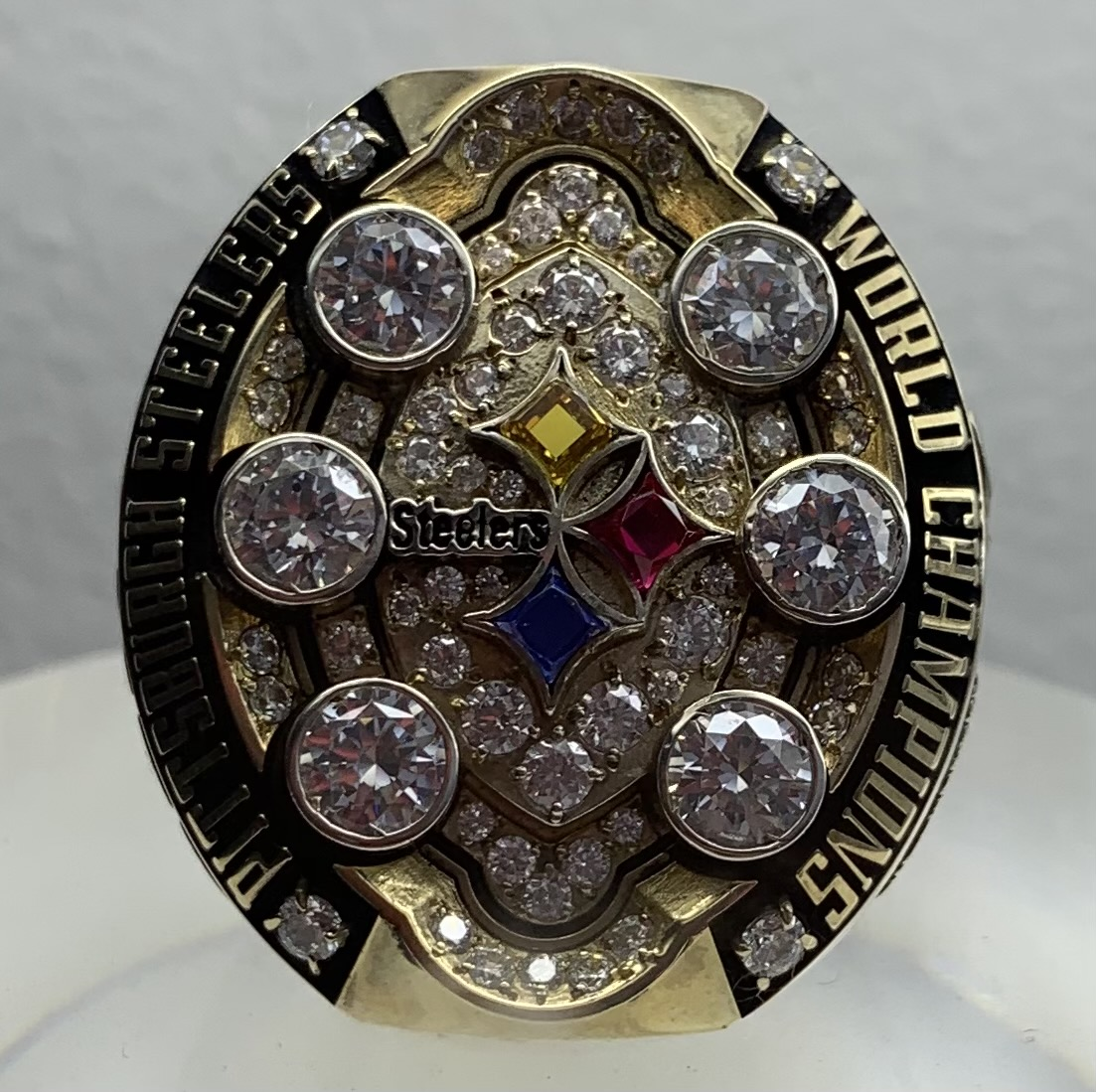
球団史上六度目となるスーパーボウルXLIIIでの優勝リング

| Team  | Year  | レギュラーシーズン | レギュラーシーズン | レギュラーシーズン | レギュラーシーズン | レギュラーシーズン | ポストシーズン | ポストシーズン | ポストシーズン | ポストシーズン                                        |
| Team  | Year  | Won                | Lost               | Ties               | Win %              | Finish             | Won            | Lost           | Win %          | Result                                                |
| ----- | ----- | ------------------ | ------------------ | ------------------ | ------------------ | ------------------ | -------------- | -------------- | -------------- | ----------------------------------------------------- |
| PIT   | 2007  | 10                 | 6                  | 0                  | .625               | 1st in AFC North   | 0              | 1              | .000           | Lost to Jacksonville Jaguars in AFC Wild Card Game    |
| PIT   | 2008  | 12                 | 4                  | 0                  | .750               | 1st in AFC North   | 3              | 0              | 1.000          | Super Bowl XLIII champions                            |
| PIT   | 2009  | 9                  | 7                  | 0                  | .563               | 3rd in AFC North   | —              | —              | —              | —                                                     |
| PIT   | 2010  | 12                 | 4                  | 0                  | .750               | 1st in AFC North   | 2              | 1              | .667           | Lost to Green Bay Packers in Super Bowl XLV           |
| PIT   | 2011  | 12                 | 4                  | 0                  | .750               | 2nd in AFC North   | 0              | 1              | .000           | Lost to Denver Broncos in AFC Wild Card Game          |
| PIT   | 2012  | 8                  | 8                  | 0                  | .500               | 3rd in AFC North   | —              | —              | —              | —                                                     |
| PIT   | 2013  | 8                  | 8                  | 0                  | .500               | 2nd in AFC North   | —              | —              | —              | —                                                     |
| PIT   | 2014  | 11                 | 5                  | 0                  | .688               | 1st in AFC North   | 0              | 1              | .000           | Lost to Baltimore Ravens in AFC Wild Card Game        |
| PIT   | 2015  | 10                 | 6                  | 0                  | .625               | 2nd in AFC North   | 1              | 1              | .500           | Lost to Denver Broncos in AFC Divisional Game         |
| PIT   | 2016  | 11                 | 5                  | 0                  | .688               | 1st in AFC North   | 2              | 1              | .667           | Lost to New England Patriots in AFC Championship Game |
| PIT   | 2017  | 13                 | 3                  | 0                  | .813               | 1st in AFC North   | 0              | 1              | .000           | Lost to Jacksonville Jaguars in AFC Divisional Game   |
| PIT   | 2018  | 9                  | 6                  | 1                  | .594               | 2nd in AFC North   | —              | —              | —              | —                                                     |
| PIT   | 2019  | 8                  | 8                  | 0                  | .500               | 2nd in AFC North   | —              | —              | —              | —                                                     |
| PIT   | 2020  | 12                 | 4                  | 0                  | .750               | 1st in AFC North   | 0              | 1              | .000           | Lost to Cleveland Browns in AFC Wild Card Game        |
| PIT   | 2021  | 9                  | 7                  | 1                  | .559               | 2nd in AFC North   | 0              | 1              | .000           | Lost to Kansas City Chiefs in AFC Wild Card Game      |
| PIT   | 2022  | 9                  | 8                  | 0                  | .529               | 3rd in AFC North   | —              | —              | —              | —                                                     |
| PIT   | 2023  | 10                 | 7                  | 0                  | .588               | 3rd in AFC North   | 0              | 1              | .000           | Lost to Buffalo Bills in AFC Wild Card Game           |
| PIT   | 2024  | 10                 | 7                  | 0                  | .588               | 2nd in AFC North   | 0              | 1              | .000           | Lost to Baltimore Ravens in AFC Wild Card Game        |
| Total | Total | 191                | 109                | 2                  | .636               |                    | 8              | 11             | .421           |                                                       |

## 人物
- のちに夫人となるキヤとは大学時代に出会い、３人の子どもとともにSquirrel Hillに住んでいる。